# باستر بينيت
باستر بينيت (بالإنجليزية: Buster Bennett)‏ هو موسيقي أمريكي، ولد في 19 مارس 1914 في بينساكولا في الولايات المتحدة، وتوفي في 3 يوليو 1980 في هيوستن في الولايات المتحدة.

## وصلات خارجية
- باستر بينيت على موقع ميوزك برينز (الإنجليزية)
- باستر بينيت على موقع ديسكوغز (الإنجليزية)